# Thomas-Paul-Henri Lemonnier
Thomas-Paul-Henri Lemonnier (Étretat, 16 septembre 1853 - Bayeux, 29 décembre 1927) est un évêque français.

## Biographie

### Formation
Il est ordonné prêtre en 1877 pour l'archidiocèse de Rouen.

### Principaux ministères
Il a été nommé évêque de Bayeux et Lisieux le 13 juillet 1906 et consacré le 8 août de la même année par l'archevêque de Rouen Frédéric Fuzet. Il est à l'origine de la construction de la basilique Sainte-Thérèse de Lisieux, sainte Thérèse ayant été canonisée pendant son ministère épiscopal. 
Cependant, il ne vit pas le début des travaux commencés après sa mort et lancés par son successeur, Emmanuel Suhard.
Il assista les salésiens pour la fondation d'une école professionnelle qui est baptisée d'après son nom en retour, l'institut Lemonnier.
Il est inhumé dans la cathédrale Notre-Dame de Bayeux.

## Distinction
- Chevalier de la Légion d'honneur (20 octobre 1920)[1]